# Daudlebští ze Sternecku

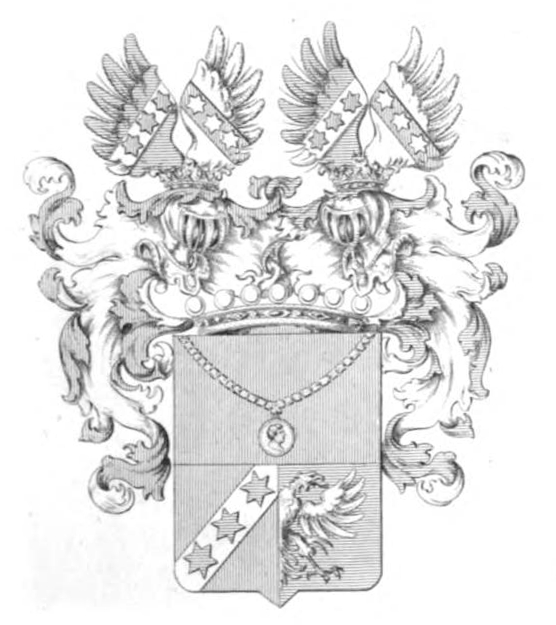
Erb Daudlebských ze Sternecku na Ehrensteinu

Daudlebští, od roku 1620 Daublebští ze Sternecku (von Sterneck), od roku 1792 připojen další predikát zu Ehrenstein je rodina pocházejí z měšťanského prostředí z Českých Budějovic. Budějovický primátor Kašpar Doudlebský (1554–1631) byl nobilitován 1. 7. 1620 s predikátem „ze Sterneka“. Jméno Daublebský, které bylo v nobilitačním protokole chybně uvedeno, si rodina i v pozdější době ponechala.
Rod se rozdělil na větev budějovickou, moravskou, korutanskou a pražskou. Pražskou větev založil budějovický purkmistr František Daublebský ze Sternecku (1750–1815).

## Známí členové tohoto rodu

### Pražská větev rodu
- Mořic Daublebský ze Sternecku, polní zbrojmistr
- Robert Daublebský ze Sternecku, zeměměřič, astronom, geofyzik
- Robert Daublebský ze Sternecku (matematik)
- Jakub Maria Alfred Daublebský-Sterneck, botanik a entomolog

### Moravská větev rodu
- Moritz Jakob Freiherr Daublebsky von Sterneck, okresní hejtman
- Moritz Daublebsky-Sterneck, nositel titulu Spravedlivý mezi národy

### Korutanská větev rodu
- Maximilian Daublebsky von Sterneck, velitel Rakousko-uherského námořnictva
- Richard Sterneck, diplomat a politik
- Klas Daublebsky, v letech 1999 až 2005 rakouský velvyslanec v Česku